# Ribeirão João Leite
Ribeirão João Leite är ett vattendrag i Brasilien.   Det ligger i delstaten Goiás, i den centrala delen av landet, 170 km sydväst om huvudstaden Brasília.
Runt Ribeirão João Leite är det i huvudsak tätbebyggt. Runt Ribeirão João Leite är det mycket tätbefolkat, med 1 819 invånare per kvadratkilometer.